# 程德宏
程德宏（1961年—），湖北麻城人，汉族，中华人民共和国政治人物、第十二届全国人民代表大会重庆地区代表。
毕业于重庆市委党校宪法学与行政法学专业。加入中国共产党。2013年，担任全国人大代表。